# Trans World Express
Der Trans World Express (TWE) war das Regionalflug- und -zubringerunternehmen der Trans World Airlines (TWA). Mit der Übernahme der TWA durch American Airlines wurde die TWE-Flotte unter dem Namen AmericanConnection weiter betrieben.

## Geschichte
Das Unternehmen wurde 1967 von J. Dawson Ransome als Ransome Airlines gegründet. Die ersten Flüge wurden entlang der Ostküste von Philadelphia nach Norfolk mit einer Beechcraft Model 18 durchgeführt. Im August 1970 startete Ransome Airlines eine Partnerschaft mit Allegheny Airlines, die bis zum Juni 1982 dauern sollte. Während dieser Zeit flog Ransome Airlines unter der Marke Allegheny Commuter.
Zwischen 1982 und 1984 kehrte Ransome zum Betrieb seines Punkt-zu-Punkt-Streckennetzes unter eigenen Markennamen zurück, das sich von Boston bis Washington, D.C. erstreckte. Im Mai 1984 ging Ransome eine Partnerschaft mit Delta Air Lines ein.
Im Jahr 1986 kündigte Pan American World Airways ihre Absicht an, Ransome Airlines zu kaufen, um die Fluggesellschaft (mit dem vorläufigen Markennamen Ransome Express) als Zubringer für ihr Worldport-Drehkreuz am John F. Kennedy International Airport zu nutzen.
Ransome wurde jedoch in Pan Am Express umbenannt und betrieb eine Flotte neu gelieferter ATR 42 sowie Ransomes ältere de Havilland Canada DHC-7. Nun wurden die Airline-Codes PA und PXX verwendet. Unter Pan Am wurde das Streckennetz grundlegend verändert. Unter anderem wurde im November 1987 mit einer anfänglichen Anzahl von zwei ATRs ein regionales Netzwerk am Flughafen Tegel in West-Berlin eröffnet.
Nach dem Niedergang von Pan American World Airways wurde Pan Am Express im Dezember 1991 von Trans World Airlines gekauft und in Trans World Express (TWE) umbenannt, wobei RBD als neuer Airline-Code übernommen wurde. Die europäischen und Miami-zentrierten Netzwerke wurden anschließend eingestellt. Der John F. Kennedy International Airport wurde zum einzigen Drehkreuz für TWE. Von dort aus wurden bis 1993 zwanzig Ziele im Nordosten der USA angeflogen. Aufgrund mangelnder Rentabilität beschloss TWA, Trans World Express am 6. November 1995 zu schließen.

## Flugrouten und -ziele
Die Flugrouten von Trans World Express wurden von Trans States Airlines, Chautauqua Airlines und Corporate Airlines (heute RegionsAir) bedient.  Bis zum 6. November 1995 führte die TWE Inc., als 100-prozentige Tochtergesellschaft der TWA, Flüge unter dem Banner von Trans World Express durch. Die Fluggesellschaft, früher Ransome Airlines, dann Pan Am Express, hatte ihren Sitz auf dem Philadelphia North East Airport. Nach diesem Datum wurden alle Flüge von TWE durch dritte Fluggesellschaften betrieben. Andere Fluggesellschaften, die unter dem Banner von TWE flogen, waren auch Resort Air und Metro Air Northeast.
Der Großteil des Flugbetriebs waren Flüge von der Ostküste der USA zum John F. Kennedy International Airport in New York und vom Süden und mittleren Westen zum Lambert-Saint Louis International Airport.

## Flotte
Trans World Express betrieb folgende Flugzeugtypen:
- ATR 42
- ATR 72
- BAe Jetstream 41
- Embraer ERJ 145

Andere Flugzeuge in den Farben von TWE:
- Bae Jetstream 31
- Beechcraft 1900
- CASA 212
- De Havilland Canada DHC-6
- De Havilland Canada DHC-7
- Fairchild Metro II/III
- Saab 340